# Antanambaon'amberina
Antanambaon'amberina est une commune urbaine malgache située dans la partie sud-est de la région de Sofia.